# Alessandro Fo
Alessandro Fo (Legnano, 8 febbraio 1955) è un poeta, latinista e traduttore italiano.

## Biografia
Figlio dell'organizzatore teatrale e scrittore Fulvio Fo – fratello di Dario Fo – e di Clara Nobile, Alessandro Fo, laureato alla Sapienza di Roma (relatore Bruno Luiselli), è studioso di letteratura latina, disciplina di cui è attualmente titolare di cattedra all'Università degli Studi di Siena. Oltre a essersi occupato di poeti latini, ha condotto studi di letteratura italiana contemporanea, dedicandosi a Vittorio Sereni, Dino Campana, Antonio Pizzuto, e curando in particolare la riproposizione di varie opere poetiche e saggistiche di Angelo Maria Ripellino. È anche poeta, autore teatrale e saggista. Nel 1995 ha vinto il Premio Dessì e il Premio Nazionale Letterario Pisa, nel 2004 il Premio Achille Marazza. Nel maggio 2013 la giuria del Premio Gregor von Rezzori per la miglior traduzione in italiano di un'opera di narrativa straniera ha proclamato vincitore Alessandro Fo per la sua versione dell'Eneide di Publio Virgilio Marone. Nel 2014 Fo ha vinto il Premio Viareggio per la poesia.
Ha inoltre ottenuto per l'anno 2021 il Praemium Classicum Clavarense.
È autore di antologie per le scuole secondarie di secondo grado.

## Opere

### Saggi
- Osservazioni su alcune questioni relative al De raptu Proserpinae di Claudiano, Quaderni Catanesi di Studi Classici e Medievali I 2, 1979, pp. 385–415.
- Studi sulla tecnica poetica di Claudiano, Catania, Tringale, 1982.
- L'Appendix Maximiani (=carmina Garrod-Schetter): edizione critica, problemi, osservazioni, in Romanobarbarica 8, 1984-85, pp. 151–230.
- Una intervista a Vittorio Sereni, nella miscellanea Studi per Riccardo Ribuoli. Scritti di filologia, musicologia, storia a cura di Franco Piperno, Roma, Edizioni di Storia e Letteratura, 1986, pp. 55–75.
- Alessandro Fo – Carlo Vecce – Claudio Vela, Coblas, Il mistero delle sei stanze, Milano, All'Insegna del Pesce d'oro di Vanni Scheiwiller, 1987.
- Significato, tecniche e valore della raccolta elegiaca di Massimiano, in Hermes. Zeitschrift für klassische Philologie 115, 1987, pp. 348–371
- Storia di Ripellino, di Alessandro Fo e Antonio Pane, in Annali della Facoltà di Lettere e Filosofia dell'Università di Siena" prima parte, 10, 1989, pp. 109–130; seconda parte, con una Appendice di testi inediti e rari, 11, 1990, pp. 217–237.
- Tentativo di introduzione a Paolino di Pella in Metodologie della ricerca sulla Tarda Antichità, Atti del Primo Convegno dell'Associazione di Studi Tardoantichi a cura di Antonio Garzya, Napoli, D'Auria Editore, 1990, pp. 361–382.
- Voci della poesia italiana di fine Novecento (Nino De Vita, Paolo Ruffilli, Alceste Angelini, Enzo Mazza), in Annali della Facoltà di Lettere e Filosofia dell'Università di Siena, 17, 1996, pp. 319–354.
- Il cosiddetto Epigramma Paulini attribuito a Paolino di Béziers: testo criticamente riveduto, traduzione e studio introduttivo, in Romanobarbarica 16, 1999 [ma 2000], pp. 97–168
- La poesia di Vittorio Gassman e Vittorio Gassman e la ricerca di Dio, in Caffè Michelangiolo anno V n. 2, maggio-agosto 2000, pp. 4–9
- Virgilio nei poeti e nel racconto (dal Secondo Novecento italiano), negli Atti del Convegno Il classico nella Roma contemporanea: Mito, modelli, memoria, organizzato dall'Istituto di Studi Romani in collaborazione con la Facoltà di Lettere e Filosofia dell'Università degli studi di Roma La Sapienza (18-20 ottobre 2000), Roma, Istituto di Studi Romani, 2002, vol. II, pp. 181–239.
- Poeti di un figlio perduto, (saggio su Elio Filippo Accrocca e Enzo Mazza), in La Rivista dei Libri anno XI, n. 11, novembre 2001, pp. 20–22
- Da una breve distanza: Rutilio Namaziano fra Roma e il suo lido, in AA. VV., Arma virumque, Studi di poesia e storiografia in onore di Luca Canali, Roma e Pisa, Istituti Editoriali e Poligrafici Internazionali, 2002, pp. 163–188.
- Arginare la decadenza da minore. Sidonio Apollinare, in La Decadenza. Un seminario a cura di Silvia Ronchey, Palermo, Sellerio, 2002, pp. 154–190.
- Il cieco e la luna, Un'idea della poesia, copertina di Vittorio Fosi, Sargiano-Arezzo, Edizioni degli Amici, 2003.
- Una giornata di viaggio: Rutilio a Populonia, nel volume collettaneo Materiali per Populonia 2, a cura di Cynthia Mascione, Firenze, Edizioni All'Insegna del Giglio, 2003, pp. 257–269.
- “Ignoto poema di voluttà e di dolore”: Venature di sofferenza e compassione nella poesia di Campana, in AA. VV., O poesia tu più non tornerai, Campana moderno, a cura di Marcello Verdenelli, Macerata, Quodlibet, 2003, pp. 335–350.
- Avanzare retrocedendo: qualche opinione sul futuro insegnamento dei classici, in Atti del convegno Formazione e aggiornamento dell'insegnante di italiano, Dipartimento di Italianistica, Università di Firenze (29-30 novembre 2002), a cura di Riccardo Bruscagli e Beatrice Coppini, Pisa, ETS 2004, pp. 47–126.
- La ‘labile materia’ dell'esistenza in vita: Ripellino e il prematuro necrologio dell'“Osservatore romano”, in Trasparenze, supplemento non periodico a Quaderni di Poesia, dell'Editore San Marco dei Giustiniani, numero 23, a cura di Federico Lenzi e Antonio Pane, Genova, 2004, pp. 19–26.
- Crittografie per amici e nemici in Rutilio Namaziano: la questione del ‘quinto Lepido’ e il cognomen di Rufio Volusiano, Paideia 59, 2005, pp. 169–195.
- Le Muse: crederci oggi?, intervento sulle Muse nei poeti contemporanei italiani e stranieri, presentato al convegno I poeti credevano nelle loro Muse? (Siena, 2 aprile 2003), atti pubblicati a cura di Simone Beta, Firenze, Edizioni Cadmo, 2006, pp. 151–216.
- Ancora sulla presenza dei classici nella poesia italiana contemporanea [riproposizione, riveduta e aggiornata, del saggio uscito in Semicerchio (Firenze, Casa Editrice Le Lettere), numero 26-27, 2002, pp. 24–52], nel volume collettivo L'Italia letteraria e l'Europa, III, Tra Ottocento e Duemila, Atti del Convegno di Aosta (13-14 ottobre 2005), a cura di Nino Borsellino e Bruno Germano, Roma, Salerno Editrice, 2007, pp. 181–246.
- Ricercare Dio con la poesia: un itinerario fra recenti voci italiane, in Annali della Facoltà di Lettere e Filosofia dell'Università di Siena 28, 2007, pp. 119–160.
- Notizie dall'inverno: una voce da Praga nei versi di Ripellino, in Angelo Maria Ripellino, L'ora di Praga. Scritti sul dissenso e la repressione in Cecoslovacchia e nell'Europa dell'Est (1973-1983), a cura di Antonio Pane, con la collaborazione di Camilla Panichi, Firenze, Le Lettere 2008, pp. 271–288
- Brevi ritratti di due diversi poeti: Elio Filippo Accrocca e Vanni Scheiwiller, in La scoperta della poesia, a cura di Massimo Rizzante e Carla Gubert, Pesaro, Metauro Edizioni, 2008, pp. 119–144
- Modi oraziani di pensare il tempo: tratti della fortuna moderna del carpe diem e di altri spunti delle Odi, in Aspetti della Fortuna dell'Antico nella Cultura Europea, Atti della V giornata di studi (Sestri Levante, 7 marzo 2008), per Emanuele Narducci, a cura di Sergio Audano, Pisa, ETS 2010, pp. 60–107.
- Tracce di Ovidio: uno sguardo alla recente poesia italiana, in Atti del convegno Da ‘classico’ a ‘classico’. Paradigmi letterari tra Antico e Moderno, (Salerno, 8-10 novembre 2007), Quaderni del Dipartimento di Scienze dell'Antichità dell'Università di Salerno 37, Pisa, ETS, 2010, pp. 45–90.
- Rutilio Namaziano e il suo viaggio: uno sguardo dalla scia, saggio introduttivo a Claudio Rutilio Namaziano, Il ritorno, a cura di Andrea Rodighiero (traduzione) e Sara Pozzato (note), Torino, Aragno Editore, gennaio 2011, pp. 7–204.
- Onori umani per voci divine, momenti di Pg. XXI, in Ombre come cosa salda, Il Purgatorio letto dai poeti, Canti X-XXVII, a cura di Marco Munaro, Rovigo, Il Ponte del Sale, 2011, pp. 92–103.
- Un profilo di Virgilio in Virgilio, Eneide, a cura di Alessandro Fo (traduzione, testo e saggio introduttivo), note di Filomena Giannotti, Torino, Einaudi, 2012

### Curatele
- Angelo Maria Ripellino, I fatti di Praga, a cura di Alessandro Fo e Antonio Pane, Milano, Libri Scheiwiller, 1988 (Introduzione, pp. 9–10 e 14-17).
- Angelo Maria Ripellino, Cronache di teatro, circo e altre arti, a cura di Alessandro Fo, Antonio Pane e Claudio Vela, Roma, Bulzoni, 1989 (introduzione: "Non esistono cose lontane. Ripellino e il teatro su “L'Espresso”", pp. 33-59).
- Angelo Maria Ripellino, Poesie 1952-1978. Dalle raccolte e dagli inediti, a cura di Alessandro Fo, Antonio Pane e Claudio Vela, Torino, Einaudi, 1990 (introduzione: La poesia di Ripellino, pp. V-XXIX e XXXVII-XXXIX).
- Antonio Pizzuto, Lezioni del maestro. Lettere inedite e scritti rari, a cura di Alessandro Fo e Antonio Pane, Milano, Libri Scheiwiller, 1990 (Prefazione, pp. 9-13).
- Rutilio Namaziano, Il ritorno, Torino, Einaudi, 1992 (introduzione, testo critico, traduzione italiana, note di commento).
- Antologia della poesia latina, a cura di Luca Canali e con la collaborazione di Alessandro Fo e Maurizio Pizzica, Milano, “I Meridiani” Mondadori, 1993.
- LA letteratura latina, storia letteraria e antropologia romana: profilo e testi, Firenze, La Nuova Italia, 1995: con Maurizio Bettini (curatore principale), Gioachino Chiarini, Gianni Guastella, Renato Oniga.
- Angelo Maria Ripellino, Nel giallo dello schedario, a cura di Antonio Pane, Napoli, Cronopio, 2000 (con Postfazione, pp. 131–161).
- Antonio Pizzuto - Lucio Piccolo, L'oboe e il clarino. Carteggio 1965-1969, a cura di Alessandro Fo e Antonio Pane, Milano, Scheiwiller, 2002 (introduzione: Risonanze, pp. 7–12).
- Vanni Scheiwiller, Saluti di corsa, Lettere a Antonio Pizzuto, a cura di Alessandro Fo, Antonio Pane e Claudio Vela,  Sargiano-Arezzo, Edizioni degli Amici, 2002.
- Apuleio, "Le metamorfosi o L'asino d'oro", Milano, Frassinelli, 2002; ristampato con ritocchi, e con aggiornamenti bibliografici di Luca Graverini, Torino, Einaudi, 2010 (traduzione, note e introduzione: Spiritosa spiritualità: Apuleio e le sue ‘metamorfosi’, pp. V-LXV).
- Ferdinando Cogni, Li eran bài chilà zog, traduzioni da Catullo in piacentino, con la versione italiana di Enzo Mazza, Sargiano-Arezzo, Edizioni degli Amici, 2002 (introduzione: In treno e in teatro).
- Virgilio, Purché ci resti Mantova: le bucoliche I e IX tradotte e divagate da Giorgio Bernardi Perini e Alessandro Fo, copertina e due acquerelli di Vittorio Fosi, Sargiano-Arezzo, Edizioni degli Amici, 2002.
- Dossier Ripellino, con fotobiografia (raccontata da Ela Hlochová Ripellino), scritti dispersi di Angelo Maria Ripellino, saggio di Alessandro Fo (Paralleli: Ripellino dopo 25 anni), a cura di Alessandro Fo e Antonio Pane, Il Caffè Illustrato, Bimestrale di parole e immagini, diretto da Walter Pedullà, Vol. 11, 2003, 36-59.
- Angelo Maria Ripellino, Poesie prime e ultime, a cura di Federico Lenzi e Antonio Pane, con la collaborazione di Alessandro Fo e Claudio Vela, Moncalieri, Aragno, 2006 (introduzione: La poesia-spettacolo di Ripellino come lotta e ricerca, pp. 11–28).
- Angelo Maria Ripellino, Notizie dal diluvio, Sinfonietta, Lo splendido violino verde, a cura di Alessandro Fo, Federico Lenzi, Antonio Pane e Claudio Vela, Torino, Einaudi, 2007 (introduzione: Trent'anni dopo: Ripellino in ‘Tutte le poesie’, pp. V-X).
- Alvaro Corrieri, Lungo la strada e altre poesie, Arezzo, Ezechielli, 2008 (introduzione: Al poeta in ombra, pp. 5–11).
- Fulvio Fo, "Pescatore di sogni. Itinerario di un animale teatrante", edizione riveduta e aggiornata a cura di Alessandro Fo, Milano, Alacràn, 2011 (introduzione).
- Publio Virgilio Marone, Eneide, Note di Filomena Giannotti, Torino, Einaudi, 2012.
- Mario Laghi Pasini, Spaziotempi minori, presentazione di Alessandro Fo, Novara, Interlinea edizioni, 2016.
- Giovanna Cristina Vivinetto, Dolore minimo, presentazione di Dacia Maraini, con testi di Alessandro Fo, Novara, Interlinea edizioni, 2018.

### Plaquettes e libri d'arte
- Bucoliche (al telescopio), con cinque tavole di Luigi Civerchia, Cremona, Una Cosa Rara, 1996.
- Maurizio Meschia e Alessandro Fo, Prove di paesaggio, xilografie originali di Luiso Sturla, Milano, Sciardelli, 1998.
- Dino Carlesi - Alessandro Fo - Ranieri Carli - Alberto Olivetti, Per Enzo Carli, con un'acquaforte di Ugo Maffi e un ritratto fotografico di Fabio Lensini, Monteriggioni, Grafica Pistolesi, 1999.
- Celestino Marzo, Le scarpe di Emma, con un ‘pesce d'oro' di Alessandro Fo, Lucca, Una Cosa Rara, 2000.
- Mario Luzi - Dino Carlesi - Alessandro Fo - Maurizio Meschia - Caterina Trombetti, La Barca immaginaria, xilografie a colori di Ugo Maffi, Il Bracconiere, 2001 (cfr. https://web.archive.org/web/20160305021755/http://nautilaus.com/ugomaffi/barcaimmaginaria.htm).
- Lettera di compleanno, piccolo omaggio a Bruno Luiselli per i suoi 75 anni, con copertina e due acquerelli di Vittorio Fosi, Arezzo, Tipografia Ezechielli, 28 settembre 2008.

### Testi presenti in antologia
- in Look, Stranger. A Bilingual Anthology of Italian Poets edited by Alfonso Malinconico, translated from Italian by Emanuel di Pasquale and Others, Stony Brook, New York, Gradiva Publications, pp. 78–83
- in Il canto strozzato. Poesia italiana del Novecento, saggi critici e antologia di testi, a cura di Giuseppe Langella e Enrico Elli, terza edizione accresciuta, Novara, Interlinea, 2004, p. 499.
- in Parola plurale, Sessantaquattro poeti italiani fra due secoli, a cura di Giancarlo Alfano, Alessandro Baldacci, Cecilia Bello Minciacchi, Andrea Cortellessa, Massimiliano Manganelli, Raffaella Scarpa, Fabio Zinelli e Paolo Zublena, Roma, Sossella, 2005,  pp. 587–603.
- in Alberto Bertoni, Trent'anni di Novecento. Libri italiani di poesia e dintorni (1971-2000), Bologna, Book Editore, 2005, p. 196.
- in L'evoluzione delle forme poetiche. La migliore produzione poetica dell'ultimo ventennio (1990-2012), Archivio Storico, a cura di Ninni Di Stefano Busà e Antonio Spagnuolo, Napoli, Kairòs, 2013, pp. 96 e 480-481.
- in Anna De Simone, Case di poeti, Firenze, Mauro Pagliai Editore, 2012, pp. 260–263.

### Poesia
- Le cose parlano, in Sette poeti del Premio Montale, Roma 1988, Milano, All'Insegna del Pesce d'Oro di Vanni Scheiwiller, 1989, pp. 29–54.
- A ricordo del Grande Bologna, in Poesia contemporanea, Secondo quaderno italiano a cura di Franco Buffoni, Milano, Guerini e Associati, 1992, pp. 111–40 (introduzione di Franco Buffoni).
- Otto febbraio, prefazione di Fabio Troncarelli, Milano, All'Insegna del Pesce d'Oro di Vanni Scheiwiller, 1995.
- Giorni di scuola, Città di Castello, Edimond, 2000.
- Piccole poesie per banconote, Firenze, Pagliai Polistampa, 2002.
- Corpuscolo, presentazione di Maurizio Bettini, Collezione di poesia, Torino, Einaudi, 2004, ISBN 978-88-061-6268-9.
- Vecchi filmati, prefazione di Romano Luperini, Lecce, Manni, 2006.
- I poeti di ‘Vico Acitillo': Alessandro Fo, libro elettronico, all'indirizzo http://www.vicoacitillo.it/poetivc/fo.pdf, Napoli 2009.
- Mancanze, Collezione di poesia, Torino, Einaudi, 2014, ISBN 978-88-062-1378-7.
- Filo spinato, Collezione di poesia, Torino, Einaudi, 2021, ISBN 978-88-062-4728-7.

### Teatro
- Tristan, 1987.
- Al teatro d'Alvernia, con otto numeri di Angelo Maria Ripellino, 1989, pubblicato da Theatrum Mundi Edizioni, Collana del Teatro Libero di Palermo, 1989 .
- Cavalieri di re Arthur, 1989.
- Alla cerca del Graal, 1996.

### Traduzioni
- Antologia della poesia latina, trad. varie di poeti tardolatini, a cura di Luca Canali e con la collaborazione di A. Fo e Maurizio Pizzica, Collana I Meridiani, Milano, Mondadori, 1993.
- Claudio Rutilio Namaziano, Il ritorno, Collezione di poesia, Torino, Einaudi, 1992; II ed. 1994, ISBN 978-88-061-2585-1.
- Jean-Pierre Vernant, Mito e tragedia due: da Edipo a Dioniso, trad. con Clara Pavanello, Torino, Einaudi, 1991.
- Apuleio, Le metamorfosi o L'asino d'oro, Collana I Classici Classici, Milano, Frassinelli, 2002; II ed. riveduta, testo a fronte, Collana ET Classici, Torino, Einaudi, 2010.
- Publio Virgilio Marone, Eneide, note di Filomena Giannotti, Collana NUE. Nuova serie, Torino, Einaudi, 2012, ISBN 978-88-061-9759-9.
- AA.VV., Resistenza del Classico, poesie di Catullo e la morte di Turno dall'Eneide, con nota introduttiva, a cura di Roberto Andreotti, Almanacco BUR, Milano, 2009, pp. 263–278.
- Apuleio, La favola di Amore e Psiche, Collana ET Classici, Torino, Einaudi, 2014, ISBN 978-88-062-2042-6.
- Gaio Valerio Catullo, Le poesie, Collana NUE. Nuova serie, Torino, Einaudi, 2018, ISBN 978-88-062-2359-5.